# Porcuna
Porcuna est une commune située dans la province de Jaén de la communauté autonome d'Andalousie en Espagne, située à la frontière avec la province de Cordoue.
Situé à 37 km à l'ouest de Jaén et 52 km à l'est de Cordoue, sa population s'élève à environ 6 280 habitants en 2018. Sa principale source de revenus est la récolte des olives. Auparavant[Quand ?], c'étaient les céréales[réf. nécessaire]. On y visite les vestiges du plus grand château de l'Ordre de Calatrava, qui s'avère le mieux conservé. On y visite également l'église romane et le prieuré de San Benito, l'église de Notre-Dame de l'Assomption. Calatrava a également succédé à l'église paroissiale gothique de Santa Maria Maggiore, les ruines romaines de Obvlco / Ibolca, le Paseo de Jésus (avec son point de vue "La Redonda", l'Église de Jésus et sa splendide loge), la Maison de la Pierre et diverses chapelles. Son festival le plus notable est le pèlerinage de la Vierge de Alharilla, le deuxième dimanche de mai.
La prononciation actuelle Porcuna proviendrait d'une évolution linguistique de l'ancien Ibolca túrdula, de l'Obvlco postérieur à la période romaine, de l'Obolcon wisigoth et du Bulkūna بلكونة de la période d'Al-Andalus. L'orthographe et la phonétique du nom de la ville durant l'époque Tartessos sont toujours inconnues.
Grâce à sa position géostratégique et sa forteresse naturelle, Porcuna a pris une importance historique sur le plan politique et surtout militaire, servant notamment de quartier général de l'armée de Jules César dans la bataille de Munda en 46 av. J.-C. puis, plus tard, lors de la conquête et du pillage de Cordoba Pompéi en 49 av. J.-C., ce qui lui a valu le titre de "Municipalité Pontificense" et "Urbs Victrix Nobilis"(Ville noble et victorieuse) accédant ainsi à la citoyenneté romaine. Au Moyen Âge, le château de Calatravo, jamais conquis, a servi de prison au roi Boabdil (Abu Abd Allah Muhammad b.'Alī) qui avait été capturé par les chrétiens lors de la bataille de Lucena, en 1483, et où il avait fixé son siège. L'armée de l'Ordre de Calatrava assiégea et brûla Jaen en 1465 ; en juin et le château servit de QG au général Castanos pour réunir ses armées dans la bataille de Bailen en 1808 et enfin, au cours de la guerre civile, il a vécu de plein fouet le conflit avec des bombardements terrestres et aériens de la part des deux camps.
Signe supplémentaire de son importance historique, en 1975, dans une zone connue sous le nom de Cerrillo Blanco a été découvert le plus grand et le plus important ensemble sculptural de l'époque túrdula connu à ce jour, dont quelque 1 500 fragments ont été récupérés. Ces sculptures peuvent être associées à un édifice monumental, qui raconte l'histoire d'une lignée aristocratique. Les sculptures ont été mutilées et détruites lors des luttes intestines de l'époque de túrdula puis transférées et enterrées au Cerrillo Blanco autour du Ve siècle av. J.-C.

## Géographie
La municipalité de Porcuna est située dans une région de paysages monotones, cependant plus accidentés que la province voisine de Cordoue, avec une superficie totale de 176,26 kilomètres carrés. Le relief est semi-plat, avec beaucoup de grandes collines et des sols limoneux (dépôts fluviaux du Miocène supérieur). L’altitude moyenne est de 473 mètres. Les sols sont calcaires, légèrement ou modérément évolués, principalement des sols limoneux et clairs (albarizas). Il existe quelques zones de bujeos qui quoique peu développés ont un niveau de fertilité élevé. En général, les sols sont profonds et fertiles avec un PH, légèrement basique. La zone est irriguée par le fleuve Salado (affluent du Guadalquivir) qui la traverse du sud au nord, avec peu de débit, et d'autres petits cours d'eau (la Saladillo, Quiebracinchas, Zurraque, Carrasquilla, Torre del Alcazar et autres). Durant la saison d'été, le fleuve Salado et les ruisseaux sont asséchés et on ne peut pas profiter de l'irrigation naturelle.

### Climat
Le climat est continental tempéré de type méditerranéen, autour de 17 °C avec des précipitations moyennes de l'ordre de 500 litres par an et par mètre carré, mais avec une pluviométrie erratique et de longues périodes de sécheresse, mettant l'agriculture, la pierre angulaire de l'économie, en danger.

### Communes avoisinantes
Au Nord-Ouest: Bujalanc, au Nord: Lopera, au Nord-Est: Arjona, à l'Ouest: Canete de las Torres, à l'Est: Arjona et Torredonjimeno, au Sud-Ouest: Baena, au Sud: Valenzuela, au Sud-Est: Higuera de Calatrava.
Autres communes :
- Alharilla: village situé à 4 kilomètres de Porcuna, où se trouve le sanctuaire de Notre-Dame d'Alharilla, patronne de la ville.
- Le hameau de San Pantaleon qui a été peuplé jusqu'à la seconde moitié du XXe siècle.
- Le hameau de Atalaya.

## Histoire
Porcuna a toujours été un site privilégié, depuis les premiers séjours réguliers du Paléolithique, avec une occupation ininterrompue tout au long de la préhistoire récente (Néolithique, âges du cuivre et du bronze), protohistorique (âge du bronze tardif, âge de fer), époque túrdula durant laquelle fut créée la cité-État d'Ibolca túrdula, période Obvlco durant l'époque romaine et Bulkūna arabe durant la période d'Al-Andalus, qui devint plus tard chrétienne. Tout ceci pour parvenir enfin au Porcuna d'aujourd'hui, résultante de l'évolution de la population autochtone.

### Préhistoire
Les origines de Porcuna remontent au Néolithique tardif avec un groupe de villages installé dans ses environs. Durant l'âge de cuivre (IIIe millénaire av. J.-C.), la région devient un noyau de population au milieu de la campagne. Les recherches archéologiques ont mis au jour, sur la colline de l'Alcores, une des fortifications les plus anciennes documentées dans le haut Guadalquivir, avec une double enceinte fortifiée entourée de huttes circulaires. Un village similaire a été trouvé sur la colline d’Albalate. Les deux sites auraient été habités pendant l'âge de bronze (IIe millénaire av. J.-C.).

### Époque de Turdula
Aux VIIe et VIe siècles av. J.-C., sur la colline de l'Alcores, apparaît un nouveau développement urbain, de disposition géométrique, avec des maisons rectangulaires aux murs en pisé dressés sur des socles de pierre, parfois recouverts de boue. La zone occupe alors une place majeure avec l’émergence d’une aristocratie aux modèles politiques héroïques, à l’instar d’autres régions méditerranéennes. Pour perpétuer leur lignée, cette élite aristocratique a représenté ses exploits et ses origines, en nous léguant le merveilleux ensemble sculptural des guerriers du Cerrillo Blanco comme un emblème de cette culture. Ces sculptures se trouvaient dans le lieu saint de Cerro de los Alcores, mais peu de temps après sa construction, elles ont été enterrées dans la nécropole du Cerrillo Blanco. À cette époque, Porcuna était la cité-État de Ibolca, avec sa propre frappe de pièces de monnaie. Le langage utilisé était le túrdulo, dont l'alphabet est décrit mais dont la signification reste inconnue. Des symboles alphabétiques ont été trouvés sur des pièces de monnaie et quelques stèles.

### Période romaine
Obulco la romaine fut à l'origine de l'actuelle Porcuna, ce qui est confirmé par les constatations et textes épigraphiques de Pline, Strabon et Ptolémée. Au cours de la première République et du premier empire, la ville était très importante et disposait d’une certaine autonomie, comme celle de frapper sa monnaie. Durant la guerre civile entre César et Pompée, Obulco prit le parti de César et, selon Strabon, c’est là que César prépara la bataille décisive de Munda, en 45 av. J.-C.

### Moyen Âge
Durant l’époque musulmane, Porcuna s’appelait Bulkuna et était une des capitales du district (Iqlim). Il y a de nombreux vestiges de ces années dans les noms de lieux comme Alharilla. Après sa conquête en 1241 par Fernando III, le roi céda la ville à l'Ordre de Calatrava, qui en fit une de ses principales enclaves (l’assignat ? de Porcuna) la dotant de défenses solides, dont il existe encore quelques tours abritant une forteresse et un donjon de forme octogonale. En 1242, Alfonso X l’échangea contre Cabra. Porcuna fut alors cédée au Conseil de Jaen en tant que hameau. En 1402, l'Ordre de Calatrava la récupéra et la conserva jusqu'au XIXe siècle. Parmi les cinq prieurés que l'ordre possédait en Andalousie au XVIe siècle, deux étaient à Porcuna, San Benito et Santa Maria, ce qui donne une idée de l'importance acquise. À cette époque, l’assignat de Porcuna disparaît au profit de la « encomienda de la Torre del Canaveral ». D'autres institutions de l’ordre sont la forteresse du maire du village et la Table Maestral.

### Époque moderne
Après la fin de la Reconquête par les Rois Catholiques, la seigneurie que l'Ordre de Calatrava exerçait sur Porcuna était seulement théorique, car en plus de désigner les titulaires de ses bénéfices, c’était la royauté qui détenait ou contrôlait les droits les plus importants, gérait et profitait des biens les plus précieux et les plus rentables, en prenant la plus grosse part des recettes perçues par l'Ordre dans la ville. Porcuna est ainsi restée à mi-chemin entre la Seigneurie et la Royauté. Déjà sous Charles V, apparut le problème de la paysannerie qui à Porcuna se matérialisa dans le soutien des droits de l'empereur, contre la révolte des paysans sous le commandement du marquis de d’environ 4 000 résidents à la fin du XVIe siècle. Cette consolidation s’est traduite au début du XVIIe siècle par une concession royale de Philippe III, de « privilège Martos et a été accordé aux deux maires ordinaires". Esa consolidación se tradujo a principios del siglo XVII en la concesión regia, por parte de Felipe III, de "un privilegio real que la sustraía de Martos y se le Mondejar. La défaite des paysans a apporté la stabilité à Porcuna, et sa consolidation définitive comme noyau de population concedía a los dos alcaldes ordinarios". À cette époque, naquit à Porcuna le poète satirique du siècle d’or Juan del Valle y Caviedes. À partir de là, et tout au long des XVIIe et XVIIIe siècles, Porcuna s’enfonce dans une longue phase dépressive, marquée par de mauvaises conjonctures agricoles, une forte pression du pouvoir royal et le déclin de sa population. À la fin du XVIIIe siècle, la ville de Porcuna avait un peu plus de 4 000 habitants.

### Époque contemporaine
En 1808, les troupes du général Castaños se retrouvent à Porcuna afin de concevoir la bataille décisive de Bailen contre les Français. L’héroïne Maria Bellido, native de Porcuna, prit part à cette bataille. Porcuna a activement participé aux premières luttes du libéralisme espagnol en prenant le parti des « Cortes gaditanas » et en défendant les droits dynastiques de Fernando VII. Après la première guerre carliste et jusqu’au milieu du XIXe siècle s’installa une longue période de stabilité institutionnelle. Durant ces décennies Porcuna a continué de croître : de 5 000 habitants dans les années 1840, on est passé à environ 8 000 dans les années 1860 et 9 000 habitants 10 ans plus tard. Cette croissance démographique s’est accompagnée d’une expansion agricole, centrée sur les cultures traditionnelles telles que les céréales et, dans une moindre mesure les olives. En 1919, aux côtés de Lopera et Arjona, Porcuna joue un rôle essentiel dans la lutte paysanne contre le pouvoir des caciques (petits chefs locaux), si bien implantés qu'il y avait un vide de pouvoir public. La situation entre les agriculteurs et les forces envoyées par les caciques monte en tension jusqu’aux violents affrontements connus de Lopera et Porcuna et la mort d'une jeune fille blessée par balle, de 18 travailleurs blessés et plus d'une centaine de prisonniers. Autour de 1930, on assiste au démantèlement du pouvoir politique des vieux caciques, au triomphe politique des républicains et des socialistes dans le cadre de la Deuxième République, à la radicalisation des positions et des affrontements et à l'escalade de la tension sociale dans la ville. Tout cela, comme dans le reste de l'Espagne conduit à la guerre civile qui débute en 1936 et que Porcuna va vivre intensément, par sa position géographique proche de la frontière séparant Républicains et Franquistes sur la ligne de Córdoba (bataille de Lopera en décembre 1936).

## Administration
| Période                                  | Période | Identité | Étiquette | Qualité |
| ---------------------------------------- | ------- | -------- | --------- | ------- |
| N/A                                      | N/A     | N/A      | N/A       | Maire   |
| Les données manquantes sont à compléter. |         |          |           |         |

## Site archéologique du Cerillo blanco
L’ensemble sculptural de Porcuna est un des indicateurs les plus clairs du nouveau discours aristocratique qui, depuis le Ve siècle avant notre ère, aspire à des modèles politiques identiques à ceux que l’on connaissait dans d’autres régions de la Méditerranée, aux mêmes dates.
Les sculptures formaient un ensemble cohérent et signifiant, un monument érigé par une élite ou un groupe dominant qui voulait perpétuer sa position privilégiée au travers de l’exaltation du souvenir de ses origines et de l’illustre passé de ses ancêtres, passé durant lequel s’est fondée la dynastie. Leurs exploits leur donnaient accès à un monde surhumain où ils atteignaient un rang héroïque.
En langage ibère imagé, la représentation du pouvoir se sert continuellement de représentations de la nature et de métaphores du monde végétal et animal.
- Le taureau, catalyseur de la fécondité incarne la force du guerrier
- L’aigle aux ailes déployées, dominant par son vol menaçant le territoire, est une métaphore du principe de pouvoir, le roi des oiseaux
- Le carnivore, (un loup ?), en train de dévorer un agneau, est aussi une métaphore animale de la lutte pour le pouvoir
- L'ours

Aux images de la nature, la puissance incorpore tout un univers mythique d’êtres fabuleux tantôt protecteurs et tantôt qui prennent sa force.
Le sphinx et le griffon qui dérivent tous deux d’une tradition orientalisante protègent le pouvoir royal et s’associent à la fécondité du principe aristocratique. Le griffon avec le serpent enroulé autour du corps protège le bâton, arbre de vie, dans une relation cyclique qui associe le pouvoir du fauve avec le principe de fertilité de la graine dans la nature.
Dans les luttes corps à corps de l’homme avec l’animal sauvage, l’être humain qui aspire à être le meilleur des mortels, le héros, obtient la force de l’animal en le tuant. La relation entre ces scènes et la mythologie méditerranéenne, particulièrement celles des travaux d’Hercule, est évidente.
Ce qui est admirable et très original dans les sculptures de Porcuna est que, bien qu’elles soient documentées sous forme de supports de petite dimension (orfèvrerie-ivoire) avec des motifs décoratifs, elles sont magnifiées dans la pierre. Ainsi la « griphomachie », connue en Grèce sur les poteries et décorations céramiques est le premier travail en pierre de cette thématique qui en le monumentalisant lui permet d’acquérir une dimension militaro-politique.
L’homme qui montre son sexe est associé à la fondation : de sa semence surgira la lignée qui détiendra le pouvoir.
Le groupe de figures humaines qui se présente en première ligne en montrant leur haute stature sont-elles les effigies des ancêtres de la dynastie que l’on vénère ? La proposition de leur identification avec des divinités ou des prêtres n’est pas si éloignée de celle avec des ancêtres héroïques de condition quasiment divine.
Les 3 scènes des hauts reliefs représentent des moments de l’éducation et de l’initiation de l’adolescent. Les jeunes aristocrates démontrent leur habilité lors de concours athlétiques et ramènent les trophées collectés lors de la chasse avec le concours fidèle d’un molosse, signe social de richesse, démontrant ainsi l’agilité et la rapidité dans la course au lièvre et à la perdrix.
Le grand groupe du combat des guerriers devait être composé au moins de 10 guerriers à en juger par les fragments retrouvés. L’ensemble s’organisait en binômes de deux guerriers sur une même base entraînés dans une lutte personnelle. Il s’agit d’une représentation agoniste où deux parties se confrontent de manière ouvertement inégale. D’un côté, les vainqueurs, toujours sains et saufs, complètement équipés, brandissant leurs armes dans une attitude victorieuse. De l’autre côté, les vaincus, morts ou blessés mortellement, avec des équipements militaires incomplets et des armes sans manche.
Un des groupes se détache des autres. Le cavalier vainqueur est descendu de cheval et se trouve à pied au côté de sa monture, il met à mort son ennemi dont la main est tombante et le traverse de sa lance depuis la bouche (aujourd’hui disparue) jusqu’au dos.
Dans une parfaite synthèse d’action dramatique et de démonstration héroïque, une attaque surprise est représentée dans laquelle une bande attaque une autre prise complètement au dépourvu.
On ne dénote aucun pathétisme, aucune cruauté comme dans les scènes très brutes des descriptions homériques.